# Fédération d'Indonésie de football
La Fédération d'Indonésie de football (en indonésien : Persatuan Sepakbola Seluruh Indonesia, PSSI) est une association regroupant les clubs de football d'Indonésie et organisant les compétitions nationales et les matchs internationaux de la sélection d'Indonésie.
La fédération nationale d'Indonésie est fondée en 1930, en concurrence avec la NIVU jusqu'à l'indépendance en 1948. Elle est affiliée à la FIFA depuis 1952 et est membre de l'AFC depuis 1954.
En avril 2015, la Fifa fait parvenir une lettre au gouvernement indonésien pour ingérence et menace la fédération de sanction.